# 道奇普萊斯 (加利福尼亞州)
道奇普萊斯（英語：Dodge Place）是位於美國加利福尼亞州比尤特縣的一個非建制地區。該地的面積和人口皆未知。

## 地理
道奇普萊斯的座標為39°54′14″N 121°40′46″W / 39.90389°N 121.67944°W，而該地的平均海拔高度為571米（即1873英尺）。